# 甲基丙烯酸铜
甲基丙烯酸铜是一种化合物，化学式为Cu(CH2=C(CH3)COO)2。它的一水合物可由甲基丙烯酸和碱式碳酸铜在甲醇中回流反应得到。甲基丙烯酸钠和氯化铜的反应也能制得甲基丙烯酸铜。
无水甲基丙烯酸铜和三苯基膦在无水甲醇中反应，可以得到一种混合价态Cu(I, II)配合物Cu4(CH2=C(CH3)COO)6(PPh3)4(CH3OH)2。